# Jacek Klimek
Jacek Klimek (ur. 18 kwietnia 1970 w Mielcu) – polski manager, działacz sportowy, prezes FKS Stal Mielec.

## Kariera
Jest magistrem ekonomii. Odbywał praktykę w WSK PZL Mielec, pracował również w Wytwórni Aparatury Wtryskowej. W późniejszym okresie był zatrudniony w Nestlé. W latach 2005–2008 i od 2020 prezes FKS Stal Mielec (piłka nożna), w roku 2010 prezes klubu siatkarskiego KPSK Stal Mielec. 
W marcu 2024 ogłosił swój start w wyborach samorządowych na stanowisko prezydenta Mielca. W pierwszej turze zdobył 4 993 głosów (22,47%) i dostał się do drugiej tury. W niej przegrał z Radosławem Swółem, zdobywając 8 064 głosów (48,31%).
| Rok  |                                                          |
| ---- | -------------------------------------------------------- |
| 2006 | III miejsce w Polsce (juniorzy starsi FKS Stal Mielec)   |
| 2007 | mistrzostwo Polski (juniorzy młodsi FKS Stal Mielec)     |
| 2007 | wicemistrzostwo Polski (juniorzy starsi FKS Stal Mielec) |
| 2008 | awans do III ligi (seniorzy FKS Stal Mielec)             |

## Życie prywatne
Żonaty z Iwoną Klimek, z którą ma dwoje dzieci: Monikę i Mateusza.